# Jhunjhunun (distrikt)
Jhunjhunun (eller Jhunjhunu) är ett distrikt i den indiska delstaten Rajasthan. Den administrativa huvudorten är staden Jhunjhunun. Distriktets befolkningen uppgick till 1 913 689 invånare vid folkräkningen 2001, på en yta av 5 928 km². Aravallibergen sträcker sig in i sydöstra delen.

## Administrativ indelning
Distriktet är indelat i sex tehsil, en kommunliknande administrativ enhet:
- Buhana
- Chirawa
- Jhunjhunun
- Khetri
- Nawalgarh
- Udaipurwati

## Urbanisering
Distriktets urbaniseringsgrad uppgick till 20,65 % vid folkräkningen 2001. Den största staden är huvudorten Jhunjhunun. Ytterligare tolv samhällen har urban status:
- Baggar, Bissau, Chirawa, Gothra, Khetri, Mandawa, Mukandgarh, Nawalgarh, Pilani, Surajgarh, Udaipurwati, Vidyavihar